# Sinus Iridum

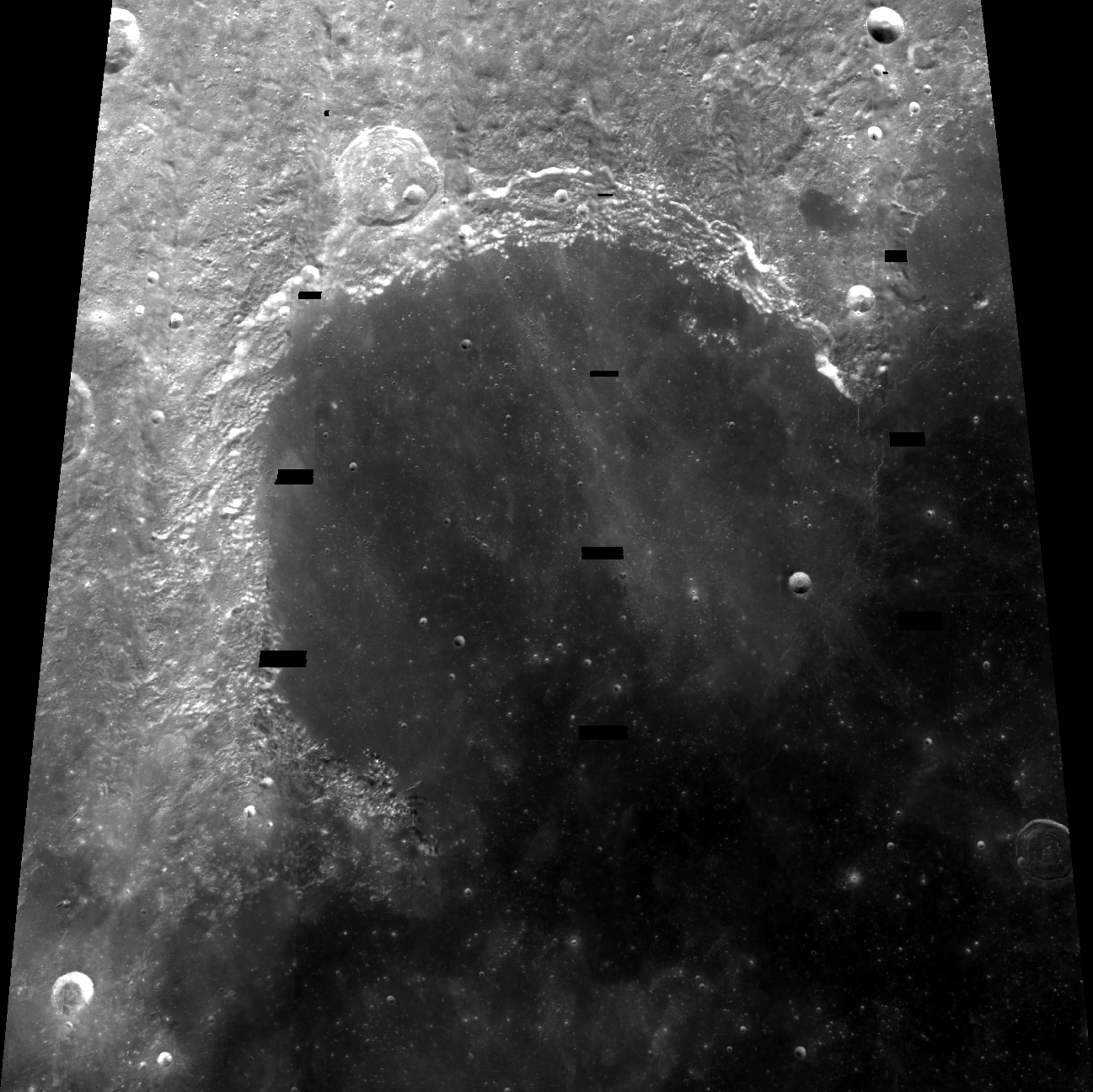
Sinus Iridum. Výrazný kráter na okraji zálivu v horní části fotografie je Bianchini.

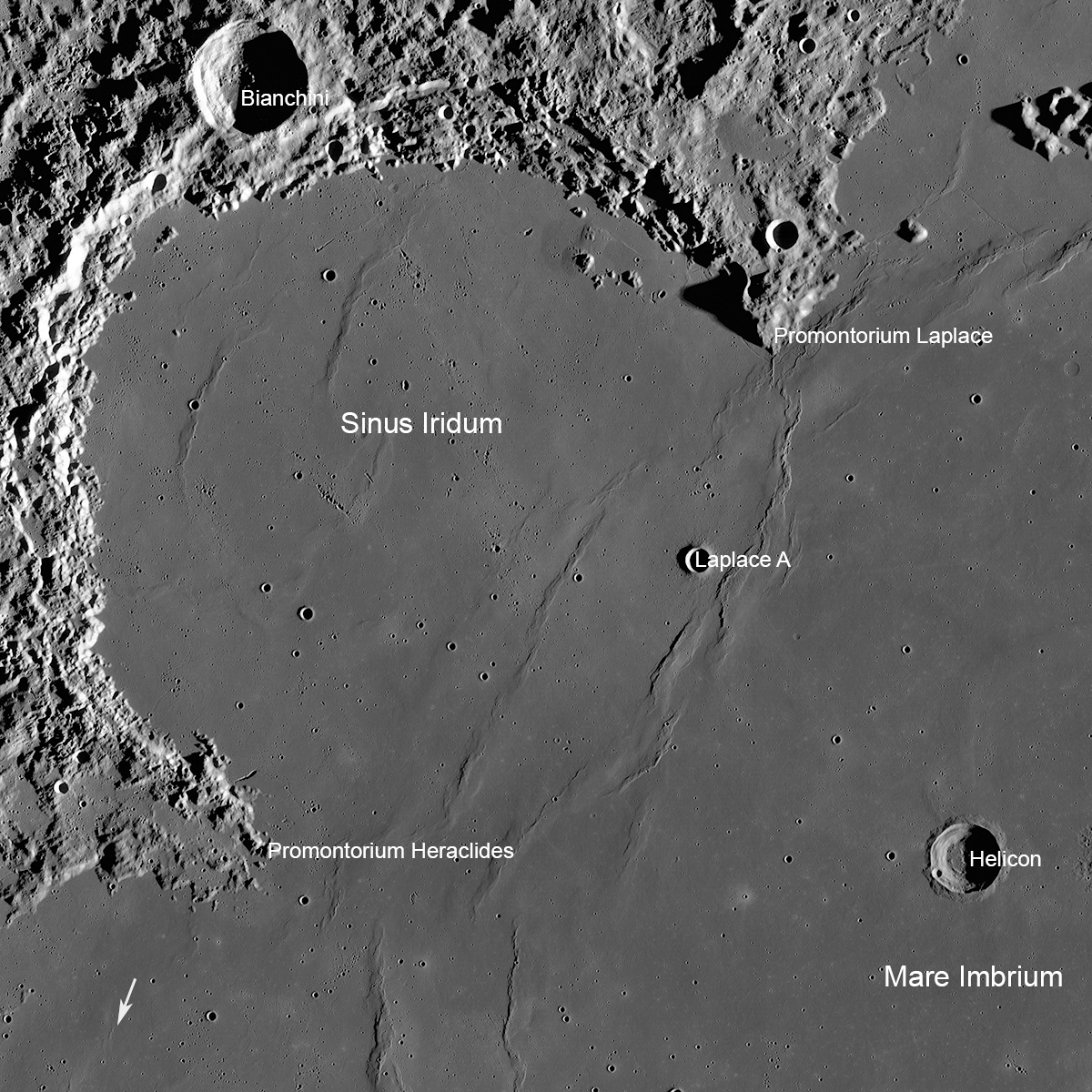
Záliv duhy. Šipka ukazuje polohu prvního robotického vozítka na Měsíci – Lunochodu 1 (nefunkční od r. 1971).

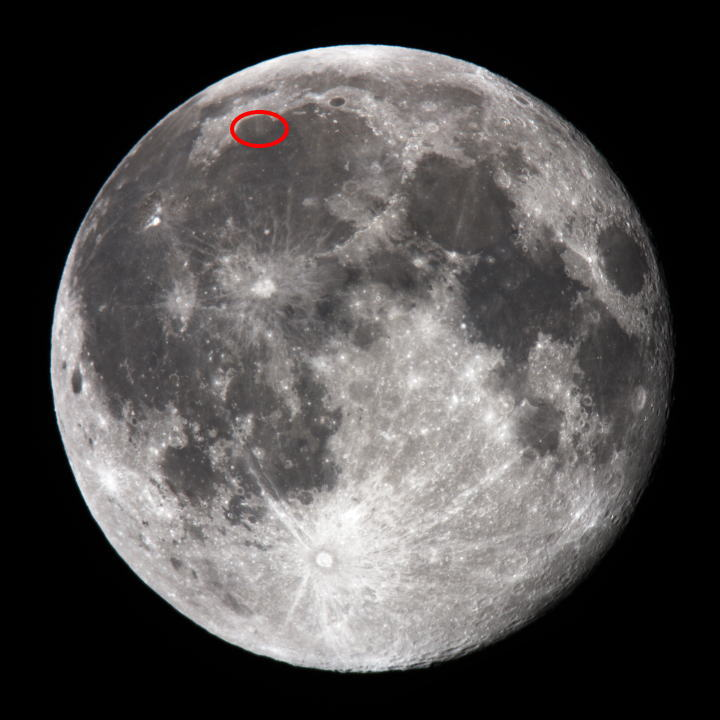
Poloha Sinus Iridum.

Sinus Iridum (česky Záliv duhy nebo Záliv duh nebo Duhová zátoka) je polokruhovitý výběžek v severozápadní části Mare Imbrium (Moře dešťů) na přivrácené straně Měsíce s průměrem přibližně 260 km Jedná se o pozůstatek obrovské valové roviny (kráteru) o průměru 260 km. Obklopuje jej pohoří Montes Jura (což je de facto zachovalý okrajový val dřívějšího kráteru). Napříč zálivem se táhnou mořské hřbety. Střední selenografické souřadnice zálivu jsou 45,0° S a 31,7° Z.

## Popis
Sinus Iridum pojmenoval italský astronom Giovanni Battista Riccioli. Pevnina kolem zálivu tvoří dva měsíční mysy: jihozápadní Promontorium Heraclides a severovýchodní Promontorium Laplace. Tato oblast (záliv a okolní pevnina) je považována za jednu z nejkrásnějších částí Měsíce. V zálivu se nenacházejí žádné výrazné impaktní krátery, pouze malé satelitní krátery Heraclides E na jihu, Laplace A na východě a Bianchini G na severu (hlavní kráter Bianchini leží na severním okraji zálivu). Jižně od mysu Promontorium Heraclides přistála sovětská kosmická sonda Luna 17, která zde vysadila pojízdnou laboratoř Lunochod 1.
|  | Povrchové útvary v oblasti Mare Imbrium: A – Sinus Iridum (Záliv duhy) B – Montes Jura (Jura) C – kráter Plato D – Montes Alpes (Alpy) E – kráter Aristillus F – kráter Autolycus G – kráter Archimedes H – Palus Putredinis (Bažina hniloby) I – Rima Hadley J – místo přistání Apolla 15 K – Montes Apenninus (Apeniny) L – kráter Eratosthenes M – Montes Carpatus (Karpaty) N – kráter Koperník O – Montes Caucasus (Kavkaz) |

## Sinus Iridum v kultuře
- Sinus Iridum se objevuje ve vědeckofantastické povídce Dovolená na Měsíci britského spisovatele Arthura C. Clarka.